# Estación Rocafort
Estación Rocafort és una pel·lícula espanyola de terror i thriller psicològic de 2024 dirigida per Luis Prieto i protagonitzada per Natalia Azahara i Javier Gutierrez. Està ambientada en les llegendes urbanes que envolten l'estació de Rocafort del metro de Barcelona.
S'estrenà el 6 de setembre de 2024.

## Trama
Laura, una jove immigrant mexicana, comença a treballar a l'estació de metro de Rocafort en torn de nit i de seguida descobreix la fosca història de la parada juntament amb Román, un expolicia alcoholitzat.

## Repartiment
- Natalia Azahara com a Laura
- Javier Gutiérrez com a Román
- Valèria Sorolla com a Cris
- Tatín Revenga com a Luis
- Xavi Sáez com a Andrés
- Celso Bugallo com a Elías